# Regras de Fé (Santos dos Últimos Dias)
Regras de Fé são um sumário conciso das crenças dos Santos dos Últimos Dias, registrada no livro Pérola de Grande Valor e parte das escrituras publicada pela primeira vez em Nauvoo em Times and Seasons, em 1º de março de 1842, as regras de fé foram escritas pelo profeta Joseph Smith Jr.. Os ensinamentos das Regras de Fé possuem pontos comparáveis ao decálogo judaico-cristão e ao Credo Niceno católico.

As Regras de Fé:
1. Cremos em Deus, o Pai Eterno, e em Seu Filho, Jesus Cristo, e no Espírito Santo.
2. Cremos que os homens serão punidos por seus próprios pecados e não pela transgressão de Adão.
3. Cremos que, por meio da Expiação de Cristo, toda a humanidade pode ser salva por obediência às leis e ordenanças do Evangelho.
4. Cremos que os primeiros princípios e ordenanças do Evangelho são: primeiro, Fé no Senhor Jesus Cristo; segundo, Arrependimento; terceiro, Batismo por imersão para remissão de pecados; quarto, Imposição de mãos para o dom do Espírito Santo.
5. Cremos que um homem deve ser chamado por Deus, por profecia e pela imposição de mãos, por quem possua autoridade, para pregar o Evangelho e administrar suas ordenanças.
6. Cremos na mesma organização que existia na Igreja Primitiva, isto é, apóstolos, profetas, pastores, mestres, evangelistas, etc.
7. Cremos no dom de línguas, profecia, revelação, visões, cura, interpretação de línguas, etc.
8. Cremos ser a Bíblia a palavra de Deus, desde que esteja traduzida corretamente; também cremos ser o Livro de Mórmon a palavra de Deus.
9. Cremos em tudo o que Deus revelou, em tudo o que Ele revela agora e cremos que Ele ainda revelará muitas coisas grandiosas e importantes relativas ao Reino de Deus.
10. Cremos na coligação literal de Israel e na restauração das Dez Tribos; que Sião (a Nova Jerusalém) será construída no continente americano; que Cristo reinará pessoalmente na Terra; e que a Terra será renovada e receberá sua glória paradisíaca.
11. Pretendemos o privilégio de adorar a Deus Todo-Poderoso de acordo com os ditames de nossa própria consciência, e concedemos a todos os homens o mesmo privilégio, deixando-os adorar como, onde ou o que desejarem.
12. Cremos na submissão a reis, presidentes, governantes e magistrados; na obediência, honra e manutenção da lei.
13. Cremos em ser honestos, verdadeiros, castos, benevolentes, virtuosos e em fazer o bem a todos os homens; na realidade, podemos dizer que seguimos a admoestação de Paulo: Cremos em todas as coisas, confiamos em todas as coisas, suportamos muitas coisas e esperamos ter a capacidade de tudo suportar. Se houver qualquer coisa virtuosa, amável, de boa fama ou louvável, nós a procuraremos.